# Шамшев, Кирилл Николаевич
Кирилл Николаевич Шамшев (19 августа 1925, Бежецк — 28 июля 2014, Москва) — советский и российский учёный-физик, специалист в области специального машиностроения, физики горения, взрыва и механики сплошной среды, сотрудник Центрального научно-исследовательского института химии и механики. Член-корреспондент Российской академии наук, Герой Социалистического Труда, лауреат Ленинской премии, дважды лауреат Государственной премии СССР, лауреат Государственной премии Российской Федерации, доктор технических наук, профессор.

## Биография
Участник Великой Отечественной войны. В январе 1943 года добровольцем ушёл на фронт. Был командиром огневого взвода 10-й батареи 4-го дивизиона 183-й гаубичной артиллерийской бригады большой мощности 25-й артиллерийской дивизии прорыва Резерва Главного Командования. Воевал на 1-м Украинском фронте. Участник взятия Берлина и Парада Победы в Москве 24 июня 1945 года.
В 1952 г. окончил МВТУ им. Н. Э. Баумана. С 1964 г. работал в Центральном научно-исследовательском институте химии и механики, пройдя путь от начальника отдела до заместителя генерального директора по научной работе.
Как основатель научной школы, уделял большое внимание подготовке высококвалифицированных кадров и молодых специалистов. Многие годы преподавал в МВТУ им. Н. Э. Баумана, руководил учёным советом и возглавлял подготовку кадров в аспирантуре ФГУП «ЦНИИХМ».
Член-корреспондент Российской академии наук (1991; член-корреспондент Академии наук СССР с 1987, отделение проблем машиностроения, механики и процессов управления). Действительный член Российской академии ракетных и артиллерийских наук (1993, руководитель отделения и член диссертационного совета). Доктор технических наук (1975). Профессор (1976).
Похоронен 1 августа на Федеральном военном мемориале «Пантеон защитников Отечества» в Мытищах.

## Научная деятельность
Ученый в области физики и химии взрыва, конструктор боеприпасов, руководитель и участник разработки образцов ракетно-артиллерийского вооружения, специального вооружения и боеприпасов. Главные направления научной деятельности: механика сплошной среды, газовая динамика аэродисперсных систем. Полученные им научные результаты легли в основу методологии разработки, проектирования и оценки эффективности широкой номенклатуры средств поражения. Под руководством и при его непосредственном участии разработаны не имеющие мировых аналогов боевые части ракет для комплексов Сухопутных войск, ВВС и ВМФ, включая средства ПВО, созданы новое поколение кумулятивных боевых частей для противотанковых ракетных комплексов, а также широкая номенклатура артиллерийских снарядов, боеприпасов реактивных систем залпового огня, средств ближнего боя, авиационно-бомбовых средств поражения и минного оружия. Более 20 образцов специальной и военной техники, разработанных под его руководством, были приняты на вооружение Советской, а затем и Российской армии.
Автор научных трудов и изобретений по проблемам химии и физики горения и взрыва, поиска месторождений топливных ресурсов, конструирования специальной техники.

## Награды и звания
Герой Социалистического Труда (1991).
Награждён советскими орденами Ленина (1991), Красного Знамени, Отечественной войны 2-й степени (1985), Трудового Красного Знамени, Красной Звезды (1945), российским орденом «За заслуги перед Отечеством» 4-й степени (2005), медалями.
Лауреат Ленинской премии (1984). Дважды лауреат Государственной премии СССР (1979, 1987). Лауреат Государственной премии Российской Федерации (1997).
Заслуженный деятель науки и техники (1980).